# Американцы пакистанского происхождения
Американцы пакистанского происхождения или Американские пакистанцы (англ. Pakistani Americans; урду پاکستانی نژاد امریکی) — жители США, имеющие полное или частичное пакистанское происхождение.
Этот термин может также относиться к людям, которые имеют двойное пакистанское и американское гражданство. Уровень образования и доходы домашних хозяйств значительно выше в пакистано-американской диаспоре по сравнению с населением США в целом.

## История
Иммигранты из районов, которые сейчас являются частью Пакистана (бывшей северо-западной колониальной Индией) и Афганской империи Дуррани, мигрировали в Америку ещё в XVIII веке, работая в сельском хозяйстве, лесозаготовках и горнодобывающей промышленности в западных штатах Калифорния, Орегон и Вашингтон. Принятие Закона Люс-Селлера 1946 года позволило иммигрантам получить гражданство США путём натурализации. Согласно отчётам Службы иммиграции и натурализации США, в период с 1947 по 1965 год в Соединённые Штаты въехало всего 2500 пакистанских иммигрантов; большинство из них были студентами, которые решили поселиться в Соединённых Штатах после окончания американских университетов. Это положило начало особой «пакистанской» общине в Америке. Однако после того, как президент Линдон Джонсон подписал Закон об иммиграции и гражданстве 1965 года, который отменил иммиграционные квоты для каждой страны и ввёл иммиграцию на основе профессионального опыта и образования, число пакистанцев, иммигрирующих в Соединённые Штаты, резко возросло.

## Численность и расселение
Прирост населения американских пакистанцев:
По оценкам Бюро переписи населения США, в 2019 году в стране проживало 554 тысячи американцев пакистанского происхождения, что видно на графике.

### Американские пакистанцы по штатам

Американцы пакистанского происхождения в разбивке по штатам согласно опросу американского сообщества Бюро переписи населения США (2015—2019)

Десять городов с самым большим количеством населения американских пакистанцев на 2019 год:
| №  | Город         | Население (тыс. чел.) |
| -- | ------------- | --------------------- |
| 1  | Нью-Йорк      | 98                    |
| 2  | Хьюстон       | 38                    |
| 3  | Вашингтон     | 38                    |
| 4  | Чикаго        | 37                    |
| 5  | Даллас        | 25                    |
| 6  | Лос-Анджелес  | 18                    |
| 7  | Сан-Франциско | 15                    |
| 8  | Балтимор      | 13                    |
| 9  | Стоктон       | 12                    |
| 10 | Филадельфия   | 11                    |

## Культура

### Языки
Американцы пакистанского происхождения часто сохраняют в своей речи родные языки, например урду. Так как английский язык является официальным языком в Пакистане и преподаётся в школах по всей стране, многие иммигранты, приезжающие в США хорошо им владеют.
Также люди из пакистанской диаспоры в Америке говорят на некоторых региональных языках Пакистана, например панджаби, сирайки, синдхи, белуджи, пушту и кашмири.

### Религия
Большая часть американских пакистанцев — мусульмане.
Большинство пакистанцев относятся к суннитам, хотя также существует значительная часть шиитов и ахмадиитов. В небольших городах страны, где нет мечетей вблизи, американцы-пакистанцы совершают поездки, чтобы посетить ближайшую из них по большим религиозным праздникам и поводам. Они молятся в мечетях вместе с другими мусульманами, которые могут проследить свою родословную во всех частях исламского мира.

## Дискриминация
После теракта 11 сентября 2001 года американцы пакистанского происхождения начали сообщать о случаях дискриминации, особенно в аэропортах. Также некоторая часть пакистанской диаспоры начала называть себя индийцами.